# قشلاق عليا (غرمي)
قشلاق عليا (بالإنجليزية: Qeshlaq-e Olya, Ardabil)‏ هي human-geographic territorial entity تقع في أردبيل في إيران. يقدر عدد سكانها بـ 36 نسمة .